# Can Grabuleda
Can Grabuleda és una obra de Girona inclosa a l'Inventari del Patrimoni Arquitectònic de Catalunya.

## Descripció
És un edifici de planta allargassada, de planta baixa i un pis, amb teulat perpendicular a la façana principal, que es succeeix pel costat curt encarat a migdia. Accés per porta de modillons. Al seu costat hi ha, inclosa dins la mateixa planta, una pallissa d'arc de punt rodó a planta baixa i badius a dalt. La façana lateral esquerra té una modificació d'una obertura de les quadres antigues transformada en porta d'accés a una sala d'estar per arc de punt rodó. La façana lateral dreta és cega. Entrant al conjunt hi ha una pallissa tancada que s'ha habilitat com a estudi. La façana lateral esquerra té algunes finestres de modillons.